# Orahili Somolomolo
Orahili Somolomolo is een bestuurslaag in het regentschap Nias van de provincie Noord-Sumatra, Indonesië. Orahili Somolomolo telt 260 inwoners (volkstelling 2010).